# Alexandre Alexandrovitch Obolonski
Alexandre Alexandrovitch Obolonski (Алекса́ндр Алекса́ндрович Оболо́нский), né le 9 mars 1823 à Saint-Pétersbourg et mort le 23 octobre 1877, est un aristocrate russe qui s'intéressa à la question paysanne et fut rédacteur et l'éditeur du journal Lecture populaire («Народное чтение») avec Grigori Chtcherbatchiov.

## Biographie
Obolonski descend d'une famille de la noblesse du gouvernement de Poltava (issue de la szlachta polonaise), fils d'un propriétaire terrien ruiné, le conseiller d'État Alexandre Demianovitch Obolonski (1794-1858) et de son épouse Maria Petrovna Rodzianko. Il est donc l'arrière-petit-fils du général Demian Vassilievitch Obolonski, du côté paternel, et petit-fils du général Piotr Eremeïevitch Rodzianko, du  côté maternel, et cousin du lieutenant-général Vladimir Rodzianko (1820-1893), chef d'état-major adjoint du corps spécial de gendarmerie. Il est le filleul de la comtesse Anna Ivanovna Konovnitsyna, née Korsakova (1769-1843), connue pour ses œuvres de charité.
Les parents d'Obolonski vivaient séparés, et en 1834 sa mère, contre la volonté de son mari, part pour l'Italie. Elle s'est ensuite convertie au catholicisme et a vécu à Bologne en 1858. Abandonné par sa mère, le jeune Alexandre, avec l'aide de parents, devient interne au Lycée Richelieu d'Odessa, puis il est diplômé de la faculté camérale; en 1845, il fait son service militaire dans des régiments de dragons, d'abord en tant qu'élève-officier (junker) au 17e régiment de dragons de Nijni Novgorod, puis au régiment de dragons de SAI le Tsarévitch et enfin au régiment de dragons de Kinbourg. Il est rayé des cadres d'active pour raison de santé en 1851 avec le rang de lieutenant.
De 1845 à 1846, il participe à deux expéditions en Petite Tchétchénie se distinguant dans plusieurs combats, par exemple à Chaoudek-Chari, à Kazak-Kitchou dans les monts Sinji, à Assi, etc. Ses notes manuscrites pendant cette période sont intéressantes d'un point de vue littéraire et historique car elles décrivent les exploits des troupes russes et l'état des armées pendant la Guerre du Caucase ; il y a beaucoup de remarques éveillant la curiosité sur les peuples montagnards caucasiens, leurs coutumes, leurs habitudes, leur courage au combat entre autres.
En 1853, Obolonski est employé au service de l'imprimerie militaire, puis chargé d'études au département d'inspection du ministère de la Guerre. Un an plus tard, il est transféré au service de l'expédition de contrôle du IVe département de la chancellerie de S.M.I., où il travaille jusqu'en 1860.
En 1856, lorsque la question paysanne s'inscrit au premier rang avec l'abolition du servage, il lui vient l'idée d'éditer un journal destiné au peuple et pouvant être utile aux populations rurales en particulier. Il s'associe donc dans cette entreprise avec le colonel (plus tard général-major) Grigori Chtcherbatchiov, ce qui donne naissance au journal Lecture populaire («Народное чтение»). Celui-ci doit plaire aux paysans par des sujets répondant à leurs préoccupations et par un prix modique. Obolonski et Chtcherbatchiov font appel à des hommes de lettres de renom, pour collaborer au journal, dont le professeur Beliaïev, Kourotchkine, Klisz, Loutchnitski, Maximov, Maïkov, Markovitch, Meï, Nikitine, Plechtcheïev, Pissemski, Pogodine, Tourgueniev, Ouspenski, Taras Chevtchenko entre autres. Toutes ses personnalités, à l'exception de Tourgueniev, Pogodine et Pissemski, font paraître en priorité leurs œuvres dans Lecture populaire. En ce qui concerne la question du prix, le journal bénéficie de l'aide financière non négligeable du grand-duc Michel Nikolaïevitch, ce qui permet d'avoir des abonnements à prix réduits. Le but étant d'augmenter le lectorat, ils se tournent aussi vers les institutions militaires et religieuses et de l'administration provinciale pour accroître la diffusion de la revue. Les éditeurs rencontrent un certain succès matériel, malgré les bâtons dans les roues que leur oppose le ministre Mouraviov. Malgré certaines lacunes, qui ont été notées avec beaucoup de zèle par les critiques de l'époque, il y avait beaucoup de choses dans le magazine qui pouvaient servir de nourriture spirituelle au paysan russe.
La revue Lecture populaire a été publiée pendant deux ans - en 1859 et 1860, mais les contraintes de censure, en particulier la dernière année, et des circonstances domestiques qui ont forcé Obolonski à quitter Saint-Pétersbourg, ont obligé les éditeurs à la vendre, puis elle a cessé de paraître. Obolonski, ayant déménagé dans la province de Poltava, n'était pas satisfait, cependant, de la seule vie de propriétaire terrien et, luttant pour le service public, a rapidement agi en tant que chef de zemstvo.
En 1862, il est élu maréchal de la noblesse de l'ouïezd de Gadiatch, charge qu'il exerce pendant trois ans. Ses prises de position ne sont pas toujours comprises par l'administration, en particulier par le gouverneur de Poltava qui lui interdit, par exemple, de publier un nouveau journal.
Dans les années 1870, Obolonski déménage avec sa famille à Kharkov. En tant que conseiller municipal, il essaye d'améliorer la condition des institutions caritatives, en particulier la «Datcha Sabourova», institution pour les malades psychiatriques, transférée de l'ordre d'État à l'administration municipale. En outre, il fonde avec sa femme un orphelinat pour enfants abandonnés.
Petit à petit la maladie l'épuise et il meurt le 23 octobre 1877 à l'âge de 54 ans. Pour son honnêteté et ses œuvres dans la sphère sociale, Obolonski a bénéficié jusqu'à la fin de ses jours de la forte sympathie de nombreuses personnalités publiques et littéraires de premier plan. Il était proche en particulier de S. Maximov, Koulich, Kaveline et T. Chevtchenko. Certains articles d'Obolonski (par exemple, « La russification du territoire polonais ») sont restés du vivant de l'auteur à l'état de manuscrits.

## Famille
Alexandre Obolonski était l'époux de Maria Alexandrovna Palibina (morte en 1883). Leur fils Nikolaï Obolonski (1856-1913) devint professeur de médecine légale et doyen de la faculté de médecine de l'université Saint-Vladimir de Kiev,,.